# Ibn Khallikan
Shams al-Dīn Abū Al-ʿAbbās Aḥmad Ibn Muḥammad Ibn Khallikān, född 1211, död 1282, var en kurdisk biografisk författare.
Ibn Khallikan studerade i Aleppo och Damaskus, varefter han började en karriär som domare i Kairo. 1261-63 var han förordnad som överkadi i Damaskus, varefter han övertog en professur i Kairo. Han blev därefter på nytt överkadi 1278 men avsattes på nytt och avled i armod. 1256-74 utarbetade han sitt biografiska lexikon, Wafajāt al-A'jān, "betydande mäns levnadslopp", vilket ofta omarbetats och tillökats och bland annat översatts till engelska av M. G. de Slane (4 band 1843-71).